# Ituglanis proops
Ituglanis proops är en fiskart som först beskrevs av Miranda Ribeiro, 1908.  Ituglanis proops ingår i släktet Ituglanis och familjen Trichomycteridae. Inga underarter finns listade i Catalogue of Life.